# Frej Ossiannilsson
Frej Ossiannilsson, född den 8 december 1908 i Helsingborg, död den 6 mars 1995 i Uppsala, var en svensk professor och entomolog.

## Biografi
Ossiannilsson var den äldste av fem söner till författaren Karl Gustav Ossiannilsson (1875-1970) och hans hustru filosofie kandidat Naëmi Ossiannilsson, född Arnman. Familjen flyttade 1915 till Linghem i Östergötland där föräldrarna själva undervisade sina barn fram till studentexamen 1928. 
Efter sin militärtjänst studerade Ossiannilsson därefter kemi, zoologi, botanik och pedagogik vid Lunds universitet. År 1934 publicerade han sin första artikel om svenska cikador och år 1935 avlade han grundexamen för att 1949 disputera för filosofie doktorsgrad.
År 1940 flyttade han till Stockholm, där han arbetade vid Institutet för växtskydd, för att sedan flytta till Uppsala för en tjänst som lärare vid Lantbrukshögskolan. Andra världskriget tvingade honom emellertid åter till militärtjänst. Den ekonomiska situationen i hans familjen var svår, men han kunde få extra inkomster genom att använda sin entomologiska expertis för experiment på kemisk bekämpning av fästingar, loppor och djurlöss. 
År 1949 blev Ossiannilsson laborator vid Lantbrukshögskolan i Ultuna (Numera Sveriges Lantbruksuniversitet, SLU) och tilldelades 1963 professors namn. Han var en framstående kännare av insektordningen Hemiptera och i Insect drummers (1949), som var hans doktorsavhandling, behandlade han ljudalstringen hos stritar. 
Sin tid i Uppsala ägnade han till stor del på taxonomi av bladlöss och bladloppor. Han skrev om detta The Auchenorrhyncha (Homoptera) of Fennoscandia and Denmark i serien Fauna Entomologica Scandinavia. Beskrivningen innehåller detaljerade bilder av genital morfologi och apodeme av cikador. Hans sista arbete var en avhandling om bladloppor som gavs ut inom samma serie 1992.
Tillsammans med sin hustru tillbringade han många somrar i olika delar av Sverige för att samla in insekter. Efter sin pensionering 1974 lämnade han efter sig en samling av insekter med omkring 20 000 beredda exemplar.